# أليكس سكوت
أليكس سكوت (بالإنجليزية: Alex Scott)‏ (22 نوفمبر 1937 في المملكة المتحدة - 13 سبتمبر 2001 في المملكة المتحدة) هو لاعب كرة قدم بريطاني في مركز الوسط، شارك في كأس العالم 1958. وشارك مع منتخب اسكتلندا لكرة القدم. أما مع النوادي، فقد لعب مع نادي إيفرتون ونادي رينجرز ونادي فالكيرك ونادي هيبرنيان ورابطة كرة القدم الاسكتلندية الحادية عشر ‏.

## مسيرته الكروية
لعب أليكس سكوت خلال مسيرته الاحترافية مع 4 أندية في تسعة عشر موسمًا وسجل خلالها 91 هدفًا ضمن 425 مباراة. حيث فاز في أربعة مواسم بالكأس وفي ستة مواسم بالدوري.
خاض أليكس سكوت مسيرته مع نادي رينجرز في موسم 1954–55 ليلعب معه تسعة مواسم، مشاركًا في 216 مباراة سجل خلالها 64 هدفًا. ثم انتقل إلى نادي إيفرتون في موسم 1962–63 ليلعب معه خمسة مواسم، حيث شارك في 149 مباراة سجل خلالها 23 هدفًا. لينتقل بعدها إلى نادي هيبرنيان في موسم 1967–68 ولمدة موسمين، مشاركًا في 38 مباراة سجل خلالها هدفين. ثم انتقل إلى نادي فالكيرك في موسم 1969–70 واستمر معه طيلة ثلاثة مواسم، مشاركًا في 22 مباراة سجل خلالها هدفين أيضًا.

## وصلات خارجية
- أليكس سكوت على موقع الاتحاد الإسكتلندي (الإنجليزية)
- أليكس سكوت على موقع قاعدة بيانات كرة القدم.إي يو (الإنجليزية)
- أليكس سكوت على موقع ناشيونال فوتبول تيمز (الإنجليزية)